# Франція на літніх Олімпійських іграх 1904
Франція на літніх Олімпійських іграх 1904 була представлена одним спортсменом в одному виді спорту. Альбер Корі, французький іммігрант до США, який проживав в Америці, завоював дві срібні медалі з легкої атлетики.
Міжнародний олімпійський комітет приписує його срібну медаль у марафоні Франції та показує його як частину змішаної команди разом з американськими атлетами в командному забігу на 4 милі.
Результат Альбера Корі у легкій атлетиці (4 милі серед команд), виділено курсивом, зараховано змішаній команді.

## Медалісти

### Срібло
|   |             |                                      |
| № | Спортсмени  | Вид спорту (дисципліна)              |
| 1 | Альбер Корі | Легка атлетика (марафон)             |
| 2 | Альбер Корі | Легка атлетика (4 милі серед команд) |

## Результати змагань

### Легка атлетика
| Змагання | Спортсмен         | Фінал     | Фінал |
| Змагання | Спортсмен         | Результат | Місце |
| -------- | ----------------- | --------- | ----- |
| Марафон  | Альбер Корі (FRA) | 3:34:52   | 2     |

| Змагання            | Спортсмен                                                                                     | Фінал                         | Фінал      |
| Змагання            | Спортсмен                                                                                     | Результат                     | Місце      |
| ------------------- | --------------------------------------------------------------------------------------------- | ----------------------------- | ---------- |
| 4 милі серед команд | Джеймс Лайтбоді (USA) Вільям Вернер (USA) Лейсі Хірн (USA) Альбер Корі (FRA) Сідні Хатч (USA) | невідомий невідомий невідомий | 2 3 4 9 10 |
| 4 милі серед команд | Джеймс Лайтбоді (USA) Вільям Вернер (USA) Лейсі Хірн (USA) Альбер Корі (FRA) Сідні Хатч (USA) | 28 очок                       | 2          |